# سيدريك ماندجيك
سيدريك ماندجيك (بالفرنسية: Cédric Mandjeck) هو لاعب كرة قدم كاميروني في مركز الوسط، ولد في 8 أبريل 1993 في ياوندي في الكاميرون. لعب مع فالنسيا ميستايا.

## وصلات خارجية
- سيدريك ماندجيك على موقع قاعدة بيانات كرة القدم.إي يو (الإنجليزية)
- سيدريك ماندجيك على موقع Soccerway.com (الإنجليزية)